# Kad jednom otkrijem čovjeka u sebi
»Kad jednom otkrijem čovjeka u sebi« je skladba in single Dada Topića in glasbene skupine Time. Single je bil izdan leta 1975 pri založbi PGP RTB. Avtor glasbe in besedila je Dado Topić. Na B-strani singla je skladba »Da li znaš da te volim«.

## Seznam skladb
| A stran | A stran                                           | A stran |
| Št.     | Naslov                                            | Dolžina |
| ------- | ------------------------------------------------- | ------- |
| 1.      | „Kad jednom otkrijem čovjeka u sebi‟ (Dado Topić) | 4:19    |

| B stran | B stran                               | B stran |
| Št.     | Naslov                                | Dolžina |
| ------- | ------------------------------------- | ------- |
| 1.      | „Da li znaš da te volim‟ (Dado Topić) | 6:06    |